# Abdelaziz Sheikh-Eldin
Abdelaziz Hassan Sheikh-Eldin (ur. 14 czerwca 1997) – sudański piłkarz grający na pozycji pomocnika. Jest zawodnikiem klubu Al-Chartum.

## Kariera klubowa
Sheikh-Eldin jest zawodnikiem klubu Al-Chartum.

## Kariera reprezentacyjna
W 2022 roku Sheikh-Eldin został powołany do reprezentacji Sudanu na Puchar Narodów Afryki 2021. Na tym turnieju nie rozegrał żadnego meczu.